# Kistapolca
Kistapolca is een plaats (község) en gemeente in het Hongaarse comitaat Baranya. Kistapolca telt 221 inwoners (2001).